# Japan Football League 2008
Die Japan Football League 2008 war die zehnte Spielzeit der japanischen Japan Football League. An ihr nahmen achtzehn Vereine teil. Die Saison begann am 16. März und endete am 30. November 2008.
Honda FC gewann die Meisterschaft. Die außerordentlichen J.-League-Mitglieder Tochigi SC, Kataller Toyama und Fagiano Okayama stiegen in die J. League Division 2 2009 auf. Durch die drei J2-Aufsteiger gab es am Ende der Spielzeit wie schon im Jahr zuvor keine Absteiger in die Regionalligen.

## Modus
Die Vereine trugen ein einfaches Doppelrundenturnier aus. Für einen Sieg gab es drei Punkte; bei einem Unentschieden erhielt jede Mannschaft einen Zähler. Die Tabelle einer jeden Halbserie wurde also nach den folgenden Kriterien erstellt:
1. Anzahl der erzielten Punkte
2. Tordifferenz
3. Erzielte Tore
4. Ergebnisse der Spiele untereinander
5. Entscheidungsspiel oder Münzwurf

Für den Aufstieg in die J. League Division 2 2009 kamen nur Vereine in Frage, welche die Außerordentliche Mitgliedschaft der J. League besaßen, am Ende der Saison innerhalb der ersten Vier der Tabelle abschlossen und einer finalen Überprüfung durch die J. League standhielten.
Die beiden schlechtesten Mannschaften sollten ursprünglich direkt in die Regionalligen absteigen, zudem waren für den Sechzehnten Relegationsspiele gegen den Drittplatzierten der Regionalligen-Finalrunde vorgesehen. Durch gleich drei Aufsteigern in die J. League wurde der Abstieg am Ende der Saison jedoch komplett ausgesetzt.

## Teilnehmer
Insgesamt nahmen achtzehn Mannschaften an der Saison teil. Nicht mehr dabei waren die beiden Aufsteiger in die J. League Division 2 2008, Rosso Kumamoto und FC Gifu. Zudem fusionierten die beiden in der Präfektur Toyama beheimateten Vereine ALO's Hokuriku und YKK AP SC zu einem neuen Verein namens Kataller Toyama, wodurch ein weiterer Platz in der Spielklasse frei wurde. Die drei verfügbaren Plätze wurden durch die drei besten Mannschaften der Regionalligen-Finalrunde 2007, Fagiano Okayama, New Wave Kitakyūshū und MIO Biwako Kusatsu, besetzt.
Vor Beginn dieser Saison erhielten mit Aufsteiger New Wave Kitakyūshū und dem Fusionsklub aus Toyama zwei weitere Vereine den Status eines außerordentlichen J.-League-Mitglieds. Dies erhöhte die Anzahl der außerordentlichen Mitglieder in der Liga trotz des Aufstiegs von Rosso und Gifu auf insgesamt fünf, da neben den beiden Neumitgliedern und den beiden verbliebenen Vereinen aus Tochigi und Tottori im vergangenen Sommer auch Fagiano Okayama diesen Status erhalten hatte.
Der andere Fusionsverein der Liga benannte sich um, aus Sagawa Express SC wurde Sagawa Shiga FC.
| Verein                         | Stadt/Region        | Bemerkungen                                        |
| ------------------------------ | ------------------- | -------------------------------------------------- |
| Arte Takasaki                  | Takasaki, Gunma     |                                                    |
| Fagiano Okayama                | Okayama, Okayama    | Gewinner der Regionalligen-Finalrunde 2007         |
| Gainare Tottori                | Yonago, Tottori     |                                                    |
| Honda FC                       | Hamamatsu, Shizuoka |                                                    |
| JEF Reserves                   | Chiba, Chiba        |                                                    |
| FC Kariya                      | Kariya, Aichi       |                                                    |
| Kataller Toyama                | Toyama, Toyama      |                                                    |
| MIO Biwako Kusatsu             | Kusatsu, Shiga      | Drittplatzierter der Regionalligen-Finalrunde 2007 |
| Mitsubishi Motors Mizushima FC | Kurashiki, Okayama  |                                                    |
| New Wave Kitakyūshū            | Kitakyūshū, Fukuoka | Zweitplatzierter der Regionalligen-Finalrunde 2007 |
| FC Ryūkyū                      | Okinawa, Okinawa    |                                                    |
| Ryūtsū Keizai University FC    | Ryūgasaki, Ibaraki  |                                                    |
| Sagawa Printing SC             | Mukō, Kyōto         |                                                    |
| Sagawa Shiga FC                | Moriyama, Shiga     |                                                    |
| Sony Sendai FC                 | Tagajō, Miyagi      |                                                    |
| TDK SC                         | Nikaho, Akita       |                                                    |
| Tochigi SC                     | Utsunomiya, Tochigi |                                                    |
| Yokogawa Musashino FC          | Musashino, Tokio    |                                                    |

## Statistik

### Tabelle
| Pl.                    | Verein                         | Sp. | S  | U  | N  | Tore    | Diff. | Punkte |
| ---------------------- | ------------------------------ | --- | -- | -- | -- | ------- | ----- | ------ |
| 1.                     | Honda FC                       | 34  | 22 | 8  | 4  | 080:330 | +47   | 74     |
| 2.                     | Tochigi SC                     | 34  | 18 | 9  | 7  | 065:370 | +28   | 63     |
| 3.                     | Kataller Toyama (F)            | 34  | 18 | 8  | 8  | 061:360 | +25   | 62     |
| 4.                     | Fagiano Okayama (N)            | 34  | 17 | 9  | 8  | 063:430 | +20   | 60     |
| 5.                     | Gainare Tottori                | 34  | 17 | 6  | 11 | 057:370 | +20   | 57     |
| 6.                     | Ryūtsū Keizai University FC    | 34  | 17 | 6  | 11 | 056:480 | +8    | 57     |
| 7.                     | Yokogawa Musashino FC          | 34  | 15 | 9  | 10 | 043:340 | +9    | 54     |
| 8.                     | FC Kariya                      | 34  | 13 | 12 | 9  | 047:400 | +7    | 51     |
| 9.                     | Sony Sendai FC                 | 34  | 15 | 4  | 15 | 053:420 | +11   | 49     |
| 10.                    | New Wave Kitakyūshū (N)        | 34  | 13 | 10 | 11 | 049:480 | +1    | 49     |
| 11.                    | Sagawa Printing SC             | 34  | 12 | 13 | 9  | 043:420 | +1    | 49     |
| 12.                    | Sagawa Shiga FC                | 34  | 12 | 11 | 11 | 053:470 | +6    | 47     |
| 13.                    | TDK SC                         | 34  | 10 | 11 | 13 | 048:470 | +1    | 41     |
| 14.                    | MIO Biwako Kusatsu             | 34  | 10 | 8  | 16 | 040:620 | −22   | 38     |
| 15.                    | JEF Reserves                   | 34  | 8  | 6  | 20 | 031:530 | −22   | 30     |
| 16.                    | FC Ryūkyū                      | 34  | 7  | 6  | 21 | 031:580 | −27   | 27     |
| 17.                    | Arte Takasaki                  | 34  | 5  | 5  | 24 | 040:107 | −67   | 20     |
| 18.                    | Mitsubishi Motors Mizushima FC | 34  | 3  | 7  | 24 | 030:760 | −46   | 16     |
| Stand: Ende der Saison |                                |     |    |    |    |         |       |        |

Aufstiegsberechtigte Vereine: Fagiano Okayama, Gainare Tottori, Kataller Toyama, New Wave Kitakyūshū, Tochigi SC
| (N) | Aufsteiger aus der Regionalliga 2007: Fagiano Okayama, New Wave Kitakyūshū, MIO Biwako Kusatsu |
| (F) | Fusion aus ALO's Hokuriku und YKK AP SC: Kataller Toyama                                       |